# Будинок Мадалени
Будинок Мадалени (порт. Sobrado da Madalena) — історична будівля в районі Мадалена міста Ресіфі, штат Пернамбуку, Бразилія, колись особняк маєтку Мадалена. Будівля найбільш відома тим, що у XIX столітті тут мешкав Жуан Алфреду Коррея ді Олівейра, Голова Ради Імперії, відомий аболіціоніст та монархіст, один з розробників Закону Вільного Народження та Золотого Закону. Зараз будівля перебуває під патронажем Інституту національної історичної та культурної спадшини (IPHAN), у ній діє Музей скасування рабства.
| Бразилія | Це незавершена стаття з географії Бразилії. Ви можете допомогти проєкту, виправивши або дописавши її. |